# Монастырь Троодитисса
Монасты́рь Троодити́сса (греч. Ιερά Μονή Τροοδιτίσσης) — мужской монастырь Пафской митрополии Кипрской православной церкви, расположенный в горах Троодос, в 6 км к северу от деревни Платрес района Лимасол Республики Кипр.
Считается, что монастырь был основан в 1250 году. Он находится на высоте 1 350 метра над уровнем моря.

## История
По преданию монастырь был основан двумя отшельниками. Они жили в окрестностях нынешнего монастыря, им явилась Богородица и указала место строительства.
Сооружения монастыря дважды сгорали во время лесных пожаров. В 1585 году монастырь сожгли турки, затем он на долгое время опустел. Монастырь возродился к началу XVIII века. Нынешние постройки монастыря относятся к 1842 году.

## Описание
В монастыре Троодитисса две чтимые святыни: чудотворная икона Божией Матери «Троодитисса», написанная по преданию евангелистом Лукой, и чудотворный пояс, украшенный золотом и серебром, который в знак благодарности подарила монастырю одна женщина, усердно молившаяся о даровании детей и получившая просимое. Этот пояс по местным поверьям помогает бесплодным женщинам родить сына.
В настоящее время в монастыре живут около 10 монахов.